# Zethlingen
Zethlingen is een plaats en voormalige gemeente in de Duitse deelstaat Saksen-Anhalt, en maakt deel uit van de Landkreis Altmarkkreis Salzwedel.
Zethlingen telt 309 inwoners.

## Indeling voormalige gemeente
De voormalige gemeente bestond naast de kern Zethlingen uit het volgende Ortsteile:
- Cheinitz sinds 1-8-1973

De Langobardenwerkstatt Zethlingen is een klein openluchtmuseum, waarin een vroegmiddeleeuwse werkplaats van de Longobarden is gereconstrueerd. Het is een dependance van het Johann-Friedrich-Danneil-Museum te Salzwedel.